# Michael Liekmeier
Michael Liekmeier (* 22. Juli 1970 in Salzkotten) ist ein ehemaliger deutscher Bobfahrer, er war von 1992 bis 1998 als Mitglied der deutschen Nationalmannschaft aktiv.
Seine größten Erfolge im Viererbob von Dirk Wiese waren die Silber-Medaille bei der Weltmeisterschaft 1997 in St. Moritz, jeweils die Bronzemedaille bei den Europameisterschaften 1995 in La Plagne und 1997 am Königssee sowie insgesamt sechs Weltcup-Siege (zweimal Altenberg 1993, Calgary 1994, St. Moritz 1995, Innsbruck 1996 und La Plagne 1996). Liekmeier wurde auch für die Olympischen Winterspiele 1998 in Nagano nominiert, nahm vor Ort allerdings als einer von drei Ersatz-Bremsern auf der Reservebank Platz.